# Wolfgang Steguweit

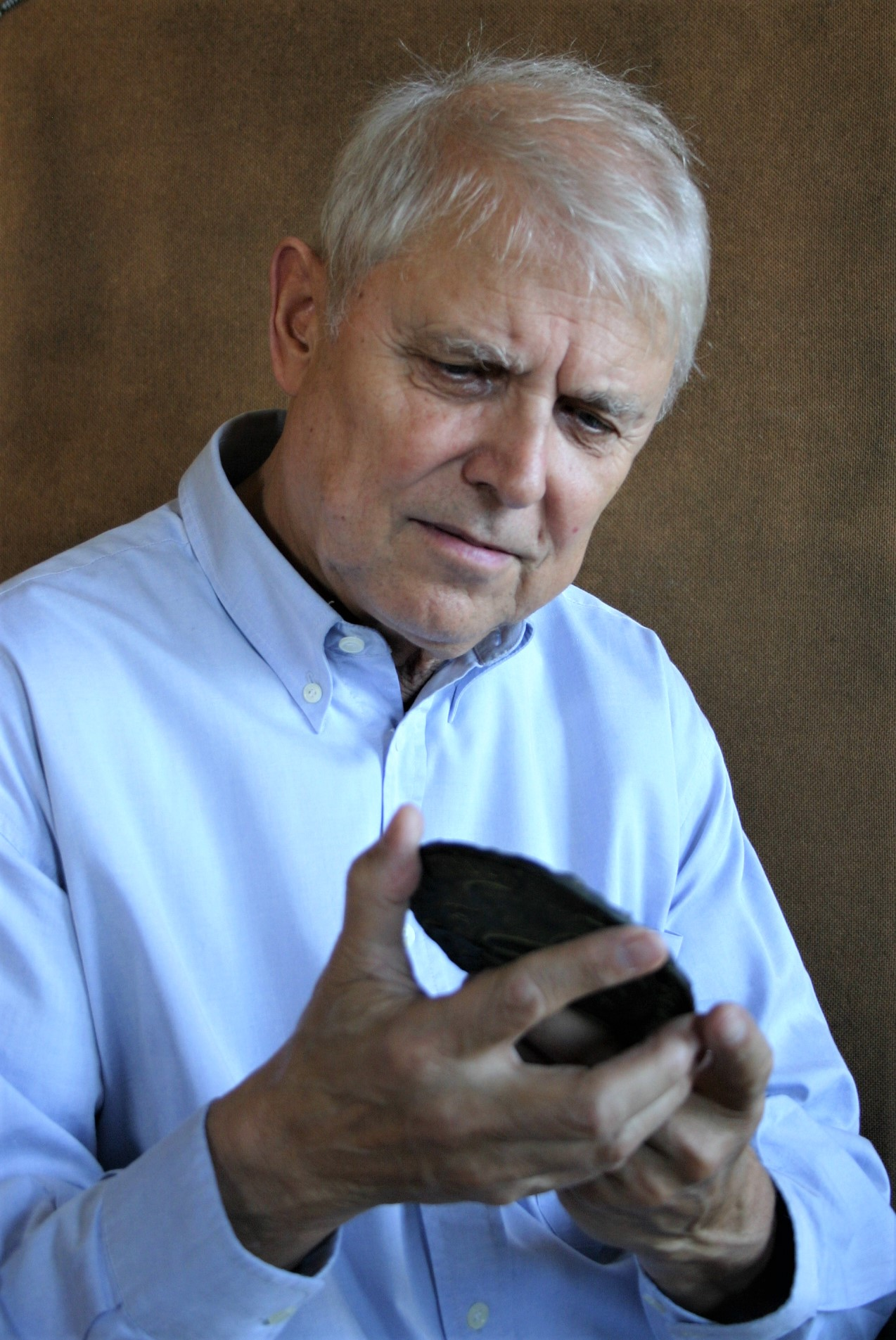
Wolfgang Steguweit (2014)

Wolfgang Steguweit (* 30. Januar 1944 in Königsberg) ist ein deutscher Numismatiker. 

## Leben
Nach Abitur 1962 in Ludwigslust, Studium der Kunstgeschichte, Kunsterziehung, Germanistik und Pädagogik in Dresden war Steguweit zunächst vier Jahre als Lehrer tätig. Seit dem beruflichen Wechsel leitete er 1971 bis 1988 das Münzkabinett der Museen der Stadt Gotha. 1980 wurde er an der Universität Halle mit der Arbeit „Geschichte der Münzstätte Gotha in der zweiten Hälfte des 17. Jahrhunderts“ promoviert, die 1987 in erweiterter Fassung publiziert wurde. 1988 erfolgte der Wechsel an das Münzkabinett der Staatlichen Museen zu Berlin, zunächst als Direktor, von 1992 bis zu seiner Pensionierung 2009 als stellvertretender Direktor und Hauptkustos. 
1991 gründete Steguweit die Deutsche Gesellschaft für Medaillenkunst, war bis 2001 und erneut von 2010 bis 2013 deren Vorsitzender und wurde 2013 zum Ehrenvorsitzenden gewählt. Von 1992 bis 1998 war Steguweit Delegierter für Deutschland in der „Fédération internationale de la médaille d'art“ (FIDEM) und (Mit-)Organisator des XXVII. FIDEM-Kongresses im Jahre 2000 in Weimar. Von 1991 bis 2008 vertrat er das Land Berlin in der Numismatischen Kommission der Länder in der Bundesrepublik Deutschland und war dort von 1994 bis 2004 zugleich Vorsitzender der auf Medaillenforschung konzentrierten Gitta-Kastner-Stiftung der Numismatischen Kommission. Seit 2015 ist er Mitglied der Historischen Kommission für Thüringen und des Kuratoriums der Kulturstiftung Gotha.

## Forschungsschwerpunkte
Neben Arbeiten zur Münz- und Geldgeschichte des Mittelalters und der Neuzeit erschienen zahlreiche Publikationen zur deutschen und europäischen Kunstmedaille sowie sammlungs- und wissenschaftsgeschichtliche Studien. 1992 begründete Steguweit die Schriftenreihe „Die Kunstmedaille der Gegenwart in Deutschland“, die 1996 in „Die Kunstmedaille in Deutschland“ umbenannt wurde. Von den bisher 30 erschienenen Bänden ist Steguweit bei 23 Bänden Autor, Herausgeber oder Mitherausgeber. Der 2005 errichtete Hilde-Broër-Preis für Medaillenkunst, der bisher elfmal verliehen wurde, geht auf seine Initiative zurück.

## Ehrungen
- 1994 Ehrenpreis der Gesellschaft für Internationale Geldgeschichte
- 2015 Eligiuspreis der Deutschen Numismatischen Gesellschaft
- 2024 Bundesverdienstkreuz am Bande

## Publikationen (Auswahl)
Monographien zur Münz- und Geldgeschichte
- mit Ute Werneburg: Die römischen Münzen des Münzkabinetts Gotha, Museen der Stadt Gotha, 1980.

- Thüringische Brakteaten des Münzkabinetts Gotha, Museen der Stadt Gotha, 1981.
- mit Heinz Hennrich: Alte Taler des Münzkabinetts Gotha, Museen der Stadt Gotha, 1983.
- Geschichte der Münzstätte Gotha vom 12. bis zum 19. Jahrhundert, Verlag Böhlau, Weimar 1987. ISBN 978-3-7400-0050-9

- mit Gerd Dethlefs, Ulrich Schäfer, Gisa Steguweit, u. a.: GeldKunst KunstGeld. Deutsche Gedenkmünzen seit 1949. Gestaltung und Gestalter. (Die Kunstmedaille in Deutschland. Bd. 22). Deutsche Numismatische Gesellschaft, Deutsche Gesellschaft für Medaillenkunst, Münzkabinett Berlin, Verlag Fritz-Rudolf Künker. 2005. ISBN 3-9801644-7-0.

Monographien zur Medaillenkunde (Auswahl)
- mit Eva Wipplinger: Vom Modell zum Guss. Medaillenkunst in der DDR, Museen der Stadt Gotha 1974.
- mit Lore Börner: Die Sprache der Medaille. Wegleitung zur Ausstellung des Münzkabinetts, Staatliche Museen zu Berlin 1990.
- mit Ingrid S. Weber: Aufbruch – Durchbruch. Zeitzeichen in der deutschen Medaillenkunst, Staatliche Münzsammlung München und Münzkabinett der Staatlichen Museen zu Berlin 1990.
- Europäische Medaillenkunst von der Renaissance bis zur Gegenwart, Münzkabinett, Berlin 1995, ISBN 3-88609-379-4; Gebr. Mann, Berlin, ISBN 3-7861-1911-2.
- Das Münzkabinett der Königlichen Museen zu Berlin und die Förderung der Medaillenkunst. Künstlerbriefe von der Jahrhundertwende bis zum Ersten Weltkrieg. Das Kabinett 4, Staatliche Museen zu Berlin, Münzkabinett, 1998. ISBN 3-88609-434-0.
- Das Münzkabinett der Königlichen Museen zu Berlin und die Förderung der Medaillenkunst. Künstlerbriefe und Medaillenedition zum Ersten Weltkrieg. Das Kabinett 5, Staatliche Museen zu Berlin, Münzkabinett, 1998. ISBN 3-88609-435-9.
- Die Medaille und Gedenkmünze des 20. Jahrhunderts in Deutschland. Mit Beiträgen von Elke Bannicke, Gerd Dethlefs, Ulf Dräger, Rainer Grund, Martin Heidemann, Wolfgang Steguweit, Berlin 2000 (Die Kunstmedaille in Deutschland. Bd. 14). Münzkabinett, Staatliche Museen zu Berlin. ISBN 3-7861-2387-X,  ISBN 3-88609-443-X.
- Hilde Broër. Bildhauerin und Medailleurin. Leben und Werk (Mitarbeit am Katalog Gisa Steguweit). Berlin 2004. ISBN 3-7861-2490-6.
- Raimund Faltz. Medailleur des Barock, in Berliner Numismatische Forschungen, Neue Folge 9, Berlin 2004. ISBN 3-7861-2507-4.
- mit Elke Bannicke, Karsten Dahmen, Bernd Kluge und Bernhard Weisser: Münzen und Medaillen – 100 Themen. Die Ausstellung des Münzkabinetts im Bode-Museum, München, Berlin, London und New York 2006. ISBN 978-3-7913-3746-3, ISBN 3-7913-3746-7.
- Medaillenkunst in Köln im 20. Jahrhundert, Berlin 2007 (Mitautoren: Heinz W. Müller, Gisa Steguweit). ISBN 978-3-7861-2568-6 (Verlagsausgabe), ISBN 978-3-88609-602-2 (Museumsausgabe).
- mit Bernd Kluge: Suum Cuique. Medaillenkunst und Münzprägung in Brandenburg-Preußen. Kabinett 10. Staatliche Museen zu Berlin, Münzkabinett 2008. ISBN 978-3-88609-644-2.
- Ars juventuti. Berliner Schülermedaillen von der Unterrichtsanstalt des Kunstgewerbemuseums zur Hochschule für bildende Künste. Kabinett 11. Staatliche Museen zu Berlin, Münzkabinett 2009. ISBN 978-3-88609-667-1. digital

Monographien zur Kunst- und Sammlungsgeschichte
- mit Bernd Schäfer: Schloss Friedenstein in Gotha, Baudenkmale 60, Leipzig 1985.
- Von der Kunstkammer zum Museum. Plastik aus dem Schlossmuseum Gotha. Wilhelm-Lehmbruck-Museum der Stadt Duisburg und Museen der Stadt Gotha 1987 (Redaktion und Mitarbeit im Autorenkollektiv). ISBN 3-923576-29-3.

Herausgeberschaften
- Berliner Numismatische Forschungen, Band 3, 1989, Band 4, 1990 (Mitherausgeber Heinz Fengler und Bernd Kluge); Band 5, 1991 (korporative Herausgeberschaft Münzkabinett).
- Die Kunstmedaille der Gegenwart in Deutschland. Hrsg. der Bände 1, 2, 4, 6–8, 10–15, 17, 19, 21, 22, 26–28, 30; bei Deutsche Gesellschaft für Medaillenkunst.